# Marignane
Marignane é uma comuna francesa na região administrativa da Provença-Alpes-Costa Azul, no departamento de Bouches-du-Rhône. Estende-se por uma área de 23,16 km². Em 2010 a comuna tinha 33 024 habitantes (densidade: 1 425,9 hab./km²).